# Melanotan II
Melanotan II ist wie Melanotan I eine synthetische Substanz, die ähnliche Wirkungen besitzt wie das natürlich vorkommende Melanozyten-stimulierende Hormon α-MSH.

## Eigenschaften und Wirkungen
Melanotan II ist ein aus sieben Aminosäuren aufgebautes cyclisches Peptid mit der Primärstruktur Ac-Nle-cyclo[Asp-His-D-Phe-Arg-Trp-Lys]-NH2.
Melanotan II wird als Bräunungsmittel und Aphrodisiakum beschrieben. Ein klinischer Versuch an der University of Arizona (Tucson) mit drei männlichen Probanden zeigte 1996, dass Melanotan II beim Menschen eine Hautbräunung nach fünf niedrigdosierten, an jedem zweiten Tag durchgeführten subkutanen Injektionen bewirkt. Als weitere Wirkungen wurden Übelkeit und ein Gähn- und Streckbedürfnis beobachtet, das mit einer spontanen Erektion einherging. Weitere Studien beschreiben ähnliche Effekte.

## Gefahren für die Gesundheit
Melanotan II ist kein zugelassenes Arzneimittel. Da sich dennoch ein illegaler Handel mit der Substanz entwickelte, sah sich die US-amerikanische Arzneimittelzulassungs- und -überwachungsbehörde FDA im September 2007 genötigt, die Verbraucher vor der Einnahme von Melanotan II zu warnen und eine Warnung an eine der vermarktenden Firmen auszusprechen. Auch die britische Behörde „Medicines and Healthcare Products Regulatory Agency“ (MHRA) warnte im November 2008 vor Risiken für Verwender der beiden nicht zugelassenen Melanotan-Typen.

## Anwendung als Kosmetikum
Das Giftinformationszentrum Nord warnte 2011 aufgrund der Gesundheitsgefahren vor der Anwendung zu kosmetischen Zwecken. Die Substanz anzubieten und zu verkaufen sei illegal.

## Gesetzeslage in Deutschland
Der Besitz von Melanotan ist in Deutschland nicht gesetzlich geregelt. In der Vergangenheit wurde, da der Wirkstoff nicht als Arzneimittel zugelassen ist, das In-Verkehr-Bringen nach den Bestimmungen des Arzneimittelgesetzes verfolgt. Eine abschließende Bewertung durch ein Gericht wurde bezüglich derartiger Substanzen noch nicht gefällt.